# Driften

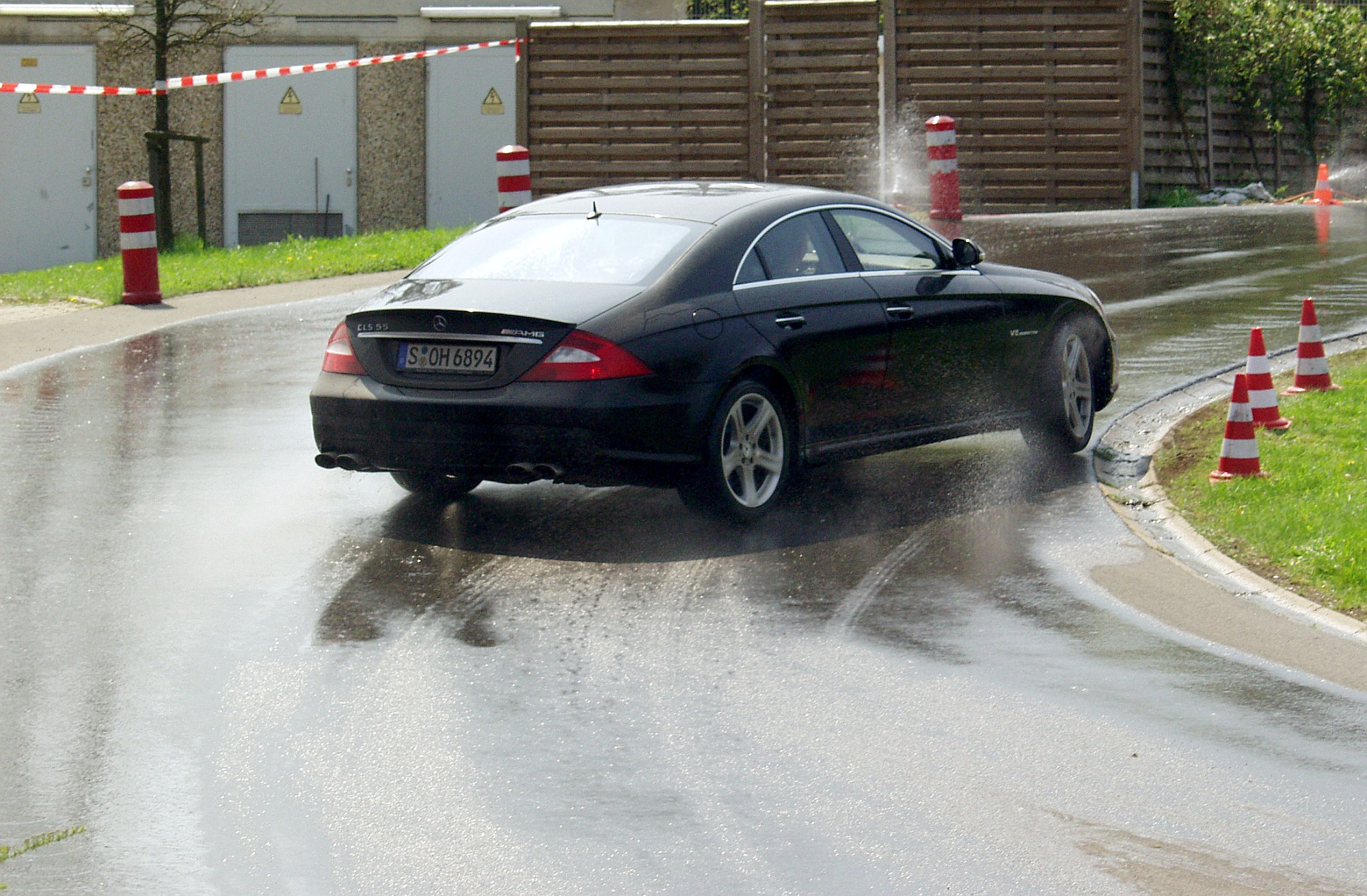
Driften in een Mercedes AMG CLS 55

Driften is een autorijtechniek waarbij de bestuurder de auto in een vloeiende zijdelingse beweging (dwars) door een bocht stuurt. De bestuurder brengt de auto opzettelijk in overstuur, om dit vervolgens zo lang mogelijk aan te houden. 

## Technieken
Er zijn verscheidene technieken om een drift op gang te brengen. Ze kunnen worden onderverdeeld in beginnerstechnieken en gevorderde technieken.

### Beginnerstechnieken
Deze gebruiken geen lastwissel. Zij zijn relatief snel en makkelijk aan te leren maar vergen veel oefening om ze volledig te beheersen. Ook ervaren drifters maken veelvuldig gebruik van beginnerstechnieken.
- Handremtechniek - Dit is de eenvoudigste beginnerstechniek. Hij is in niet elk type auto toepasbaar en bestaat erin de achterwielen te blokkeren door gebruik te maken van de hand- of parkeerrem. Wanneer de koppeling is ingedrukt wordt de handrem aangetrokken om de achterwielen te blokkeren (handrem werkt gewoonlijk enkel in op de achterwielen). Zodra de achterwielen blokkeren, wordt het koppelingspedaal losgelaten, lost de bestuurder het gaspedaal en stuurt tegen.

Met een voorwielaangedreven auto is het niet noodzakelijk de koppeling in te drukken.
- Powerslide - Bij deze soort drifttechniek wordt een bocht met volgas genomen om zo overstuur te provoceren door overdreven motorkracht. De kracht van de motor moet voldoende groot zijn om de tractie van de achterwielen te doorbreken en ze aan het spinnen te brengen.

Deze techniek kan niet worden gebruikt bij voorwielaangedreven auto's.
- Koppelingstechniek - Voor de bocht drukt de bestuurder achtereenvolgens de koppeling in, schakelt een (of meer) versnellingen terug (zonder tiphielen) en brengt de auto uit balans door op het gepaste moment de koppeling bruusk terug te laten opkomen. Zo schuiven de achterwielen weg en begint de auto aan zijn zijdelingse glijbeweging. Door gedoseerd gasgeven kan de bestuurder nu de auto in een zo lang mogelijke drift dwars op de weg houden. De techniek kan motorschade veroorzaken door overtoerental, aangezien de stuurcomputer het motortoerental niet kan beperken wanneer dit door de draaiing van de achterwielen wordt veroorzaakt.

Deze techniek kan niet worden gebruikt bij voorwielaangedreven auto's.
- Koppelingsslip of "coup d'embrayage" - Deze techniek bestaat erin om de koppeling te gebruiken om een schok in de aandrijflijn te brengen en zo de achterwielen aan het slippen te brengen en de balans van de auto te verbreken. Deze beweging met de koppeling wordt ook wel powerclutch genoemd. Deze naam heeft het te danken aan de sterke opbouw van het toerental (power) van de motor tijdens het indrukken van de koppeling. Wel moet dan de stand van het gaspedaal ingedrukt blijven. Wanneer de koppeling dan weer los gelaten wordt komt er in een keer meer vermogen naar de achterwielen waardoor deze gaan spinnen.

Deze techniek kan niet worden gebruikt bij voorwielaangedreven auto's.

### Gevorderde technieken
Deze zijn gebaseerd op lastwissels (verplaatsen van het wagengewicht). 
- Remdrift - Deze drifttechniek wordt uitgevoerd door al remmend een bocht in te sturen. Al het wagengewicht wordt naar de vooras verplaatst en lokt zo overstuur uit. Wanneer men op dat moment met een achterwielaangedreven auto gas bijgeeft, zullen de achterwielen makkelijk tractie verliezen.

Deze techniek kan in een voorwielaangedreven auto worden gebruikt.
- Inertiedrift - Deze laterale lastwisseltechniek bestaat erin om het wagengewicht eerst naar de wielen aan de buitenkant van de bocht te verplaatsen met een snelle stuurbeweging in tegengestelde richting, onmiddellijk gevolgd door een instuurbeweging. Op deze manier worden inertiekrachten van de auto gebruikt om de achterzijde van de auto in de gewenste driftbeweging te dwingen. Soms kan een extra handrembeweging helpen om de inertiedrift sneller op gang te brengen.

Deze techniek kan in een voorwielaangedreven auto worden gebruikt.
- Gaslos-drift of "lift-off drift" - Door het gaspedaal bij hoge snelheid te lossen, zullen auto's met een neutrale tot overstuurde wegligging van nature in een drift raken. Door de motorremwerking wordt een lastwissel veroorzaakt.

## Trivia
- Driften is in sommige landen tot een vorm van autosport uitgegroeid door toedoen van mensen als Keiichi Tsuchiya (Japan), ook bekend als de driftkoning. Hij werkte ook mee aan de film The Fast and the Furious: Tokyo Drift.